# Nesonyx flagellans
Nesonyx flagellans är en mångfotingart som beskrevs av Chamberlin 1923. Nesonyx flagellans ingår i släktet Nesonyx och familjen småjordkrypare. Inga underarter finns listade i Catalogue of Life.